# Люк Скайуокър
Люк Скайуокър (на английски: Luke Skywalker) е главният герой във филмовата поредица „Междузвездни войни“: епизод IV „Нова надежда“, епизод V „Империята отвръща на удара“ и епизод VI „Завръщането на джедаите“. Участва и в епизод VIl „Силата се пробужда“, но само около минута в края и се играе също в „Междузвездни войни“: епизод VIII „Последните джедаи“. Неговата роля се играе от актьора Марк Хамил.
Във филма Люк от малък копнее да изучи изкуството на джедаите. Вече възрастният Оби-Уан Кеноби се наема с джедайското обучение на младото момче. Тъй като е син на известния джедай Анакин Скайуокър (още известен като Дарт Вейдър, ученик на легендарния Лорд Сидиъс), Люк е притежател на голяма част от Силата (тайнствена енергия, която се крие във всяко живо същесво в галактиката). Майка му е бившата кралица на Набу – Падме.
След смъртта на Оби-Уан Кеноби, Люк трябва да довърши джедайското си обучение. За целта той търси помощта на учителя Йода. Йода усеща Силата в Люк Скайуокър и решава да му помогне, но заръката на Йода към Люк е: „Само, само и единствено когато убиеш злия Дарт Вейдър, само тогава ти ще станеш джедай.“ Люк по-късно разбира, че всъщност дясната ръка на Лорд Сидиъс, Дарт Вейдър, е неговият баща. Така младият и талантлив Люк Скайуокър е изправен пред една голяма дилема: да убие Дарт Вейдър и да спаси Галактиката от силите на злото или никога да не стане рицар джедай като не убива баща си и остави всички под влиянието на безмилостната Империя.
Около 30 години след победата на Люк с Дарт Вейдър и Империята, се издига нова заплаха „Първият ред“. Начело стои ситът Сноук. Люк отива на далечна планета, където той обучава племенника си Бен-син на Хан Соло и генерал Лея Органа. Но когато Сноук примамва Бен към тъмната страна, той предава Люк и се издига под името Кайло Рен. След предателството Люк остава на планетата и се изолира от всичко. Кайло Рен скрива неговото местонахождение и в епизод VII става ясно, че генерал Лея Органа търси своя брат. Той умира след съзнателна битка с Кайло Рен.